# Agrotis illutescens
Agrotis illutescens là một loài bướm đêm trong họ Noctuidae.